# 戈默斯多夫
戈默斯多夫（法語：Gommersdorf，法語發音：[ɡɔməʁsdɔʁf] ⓘ）是法国上莱茵省的一个市镇，属于阿尔特基什区。

## 地理
戈默斯多夫（47°38'24"N, 7°7'46"E）面积4.15 平方千米，位于法国大東部大區上莱茵省，该省份为法国东部内陆省份，是阿尔萨斯的一部分，今与下莱茵省组成了阿尔萨斯欧洲集体，其北临下莱茵省，西接孚日省，西南接贝尔福地区省，东侧沿莱茵河与德国相望，南与瑞士接壤。
与戈默斯多夫接壤的市镇（或旧市镇、城区）包括：沃尔弗斯多夫、比特维莱尔、阿根巴克、巴莱尔斯多尔、达讷马里。
戈默斯多夫的时区为UTC+01:00、UTC+02:00（夏令时）。

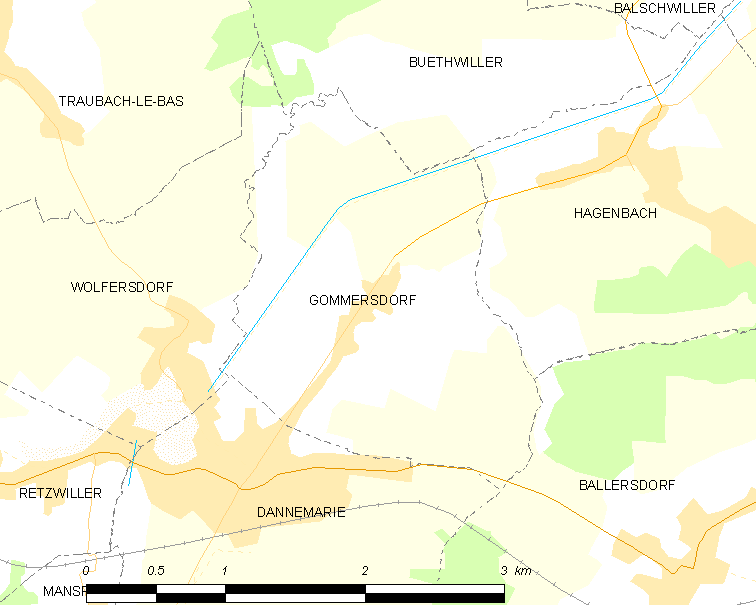
戈默斯多夫的OSM定位图

## 行政
戈默斯多夫的邮政编码为68210，INSEE市镇编码为68107。

## 政治
戈默斯多夫所属的省级选区为马斯沃-尼德布吕克县。

## 文化
当地建筑具有莱茵河畔的传统风格。城镇的中央大街上都是传统的“格子屋”（Maison à colombages）。

## 人口

1962-2008年间戈默斯多夫人口变化图示

戈默斯多夫于2022年1月1日时的人口数量为394人。